# 相大成
相大成，字集甫，山東東昌府堂邑人，居郡城。明朝政治人物。同进士出身。

## 生平
天啓四年（1624年）甲子科山東鄉試举人，登崇禎元年（1628年）戊辰科進士，授河南林县知县，调任安阳县，三月后擢升为工部主事。母丧去职，服丧期间，他患病去世，死后入祀乡贤祠。

## 家族
其子相有度，字一臣，号玄洲，登顺治丁亥进士。官随州知州、刑部主事。